# Tasmanoonops buffalo
Espèce
Tasmanoonops buffalo est une espèce d'araignées aranéomorphes de la famille des Orsolobidae.

## Distribution
Cette espèce est endémique du Victoria en Australie. Elle se rencontre vers 1 300 m d'altitude sur le mont Bright.

## Description
La femelle holotype mesure 4,18 mm.

## Étymologie
Son nom d'espèce lui a été donné en référence au lieu de sa découverte, le parc national du mont Buffalo.

## Publication originale
- Forster & Platnick, 1985 : A review of the austral spider family Orsolobidae (Arachnida, Araneae), with notes on the superfamily Dysderoidea. Bulletin of the American Museum of Natural History, no 181, p. 1-229 (texte intégral).